# Дагим, Адам
Ада́м Даги́м (дат. Adam Daghim, آدم دغيم; родился 28 сентября 2005, Копенгаген) — датский футболист, нападающий австрийского клуба «Ред Булл Зальцбург».

## Клубная карьера
Выступал за молодёжные команды датских клубов «Копенгаген» и «Орхус». 3 апреля 2022 года дебютировал в основном составе «Орхуса» в матче датской Суперлиги против «Вайле». В том же месяце подписал свой первый профессиональный контракт с клубом.
30 августа 2023 года перешёл в австрийский клуб «Ред Булл Зальцбург», подписав контракт до 2026 года. В сезоне 2023/24 выступал за «Лиферинг», резервную команду «Зальцбурга».

## Карьера в сборной
В 2023 году дебютировал за сборные Дании до 18, до 19 лет и до 21 года.

## Личная жизнь
Родился в Дании в семье выходцев из Палестины, поэтому может выступать за обе эти сборные. Его брат Ахмед Дагим также является профессиональным футболистом.